# Міст Осман Газі

Автострада Стамбул — Ізмір із позначенням синім моста Осман Газі

Міст Осман Газі або Міст через Ізмітську затоку (тур. Osman Gazi Köprüsü) — підвісний міст, побудований над Ізмітською затокою на східному узбережжі Мармурового моря, в безпосередній близькості від Ізміту і приблизно за 50 км до південного сходу від Стамбула, Туреччина. На 2016 рік це четвертий по довжині підвісний міст у світі.

## Проект
Тендер з будівництва та експлуатації мосту, який відбувся в квітні 2009 року, виграло спільне підприємство, утворене п'ятьма турецькими компаніями (Nurol, Özaltın, Makyol, Yüksel та Gocay) й однією італійською будівельною компанією Astaldi. У 2010 році, був підписаний контракт, на будівництво автомагістралі від Гебзе до Бурси кошторисна вартість проекту 11 мільярдів лір. Після введення в експлуатацію моста відстань між Стамбулом та Ізміром скоротиться до близько 140 км замість об'їзду навколо Ізмітської затоки. Автострада матиме 420 км і дозволить скоротити час у дорозі між двома великими містами з 6½ годин до 3½ годин. Відкриття відбулося 1 липня 2016 року.

## Вартість проїзду
На липень 2016 року, вартість проїзду мостом, складало:
| Клас автівки                             | Toll ₺ (TRY) | Toll $ (USD) |
| ---------------------------------------- | ------------ | ------------ |
| Транспортні засоби з 2 осями, база <3.2m | 88.75        | ~30.60       |
| Транспортні засоби з 2 осями, база >3.2m | 141.95       | ~48.90       |
| Транспортні засоби з 3 осями             | 168.60       | ~58.10       |
| Транспортні засоби з 4 або 5 осями       | 223.60       | ~77.10       |
| Транспортні засоби з 6 або більше осями  | 282.15       | ~97.30       |
| Мотоцикли                                | 62.10        | ~21.40       |

## Ресурси Інтернету
- Izmit Bay Bridge в базі Structurae

- Description of the project
- Otoyol A.Ş. — project to connect Gebze and İzmir with a highway crossing Izmit Bay